# Статуетка

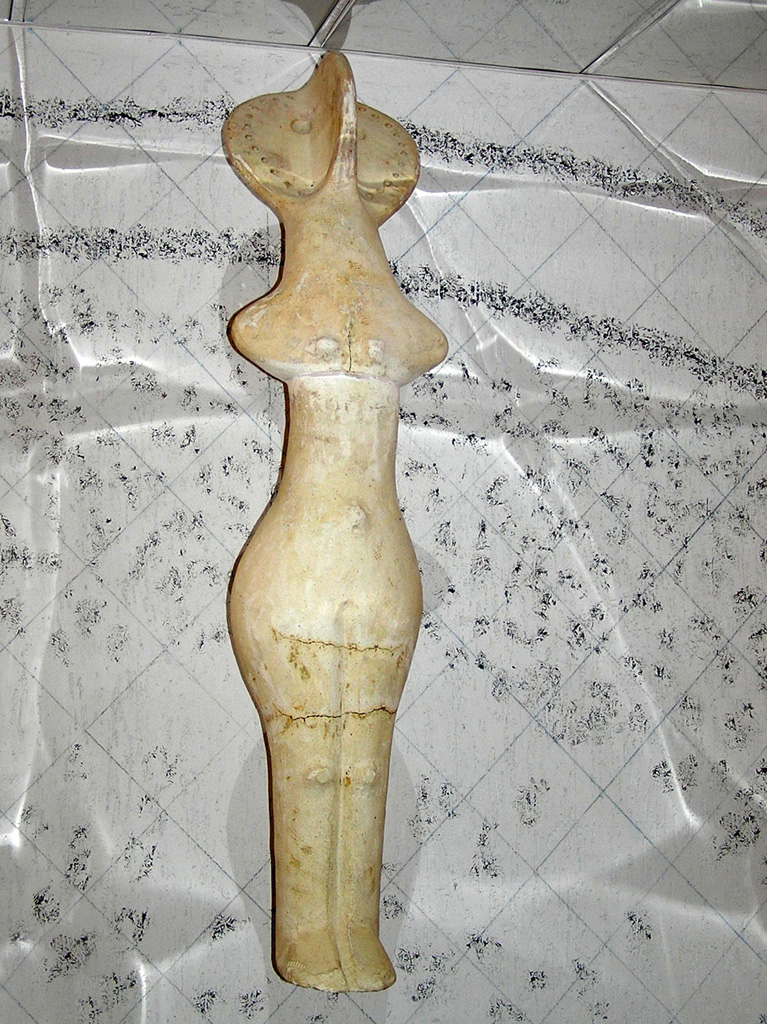
Трипільська статуетка

Статуе́тка (фр. statuette — «маленька статуя», від лат. statua) — невелика скульптура, виконана з дерева, кістки, порцеляни, глини, каменю, металу і інших матеріалів, що зображає антропоморфні образи, фігури тварин, неживі і абстрактні предмети.
Статуетки з'являються ще в первісному суспільстві, наприклад, Вілендорфська Венера, виготовлена приблизно за 22-24 тисячі років до нашої ери або фігурки тотемних тварин. У стародавніх цивілізаціях статуетки часто зображували божества і служили в культових цілях. У Стародавньому Єгипті особливі статуетки ушебті використовувалися в похоронному ритуалі. На території України з'являються ще в часи Трипільської культури.
В Європі сплеск інтересу до малої скульптурі припав на епоху Ренесансу, коли мистецтво вийшло з-під влади церкви і статуетка стала розглядатися тільки як інтер'єрна прикраса, не обмежуючись релігійною тематикою. Свого піку вона досягла в XV—XVI століттях в Італії.
В Японії з доби середньовіччя до періоду Мейдзі склалися школи різьбярів прикладних фігурок — нецке і кімнатних статуеток окімоно.

## Широко відомі статуетки
Культові
- Палеолітичні Венери

Настільні ігри
- Шахи

Іграшки
- Солдатик
- Іванець-киванець

Премії
- Оскар (премія)

Різне
- Дух екстазу — накапотна прикраса автомобілів марки Rolls-Royce
- Нецке

Фотогалерея
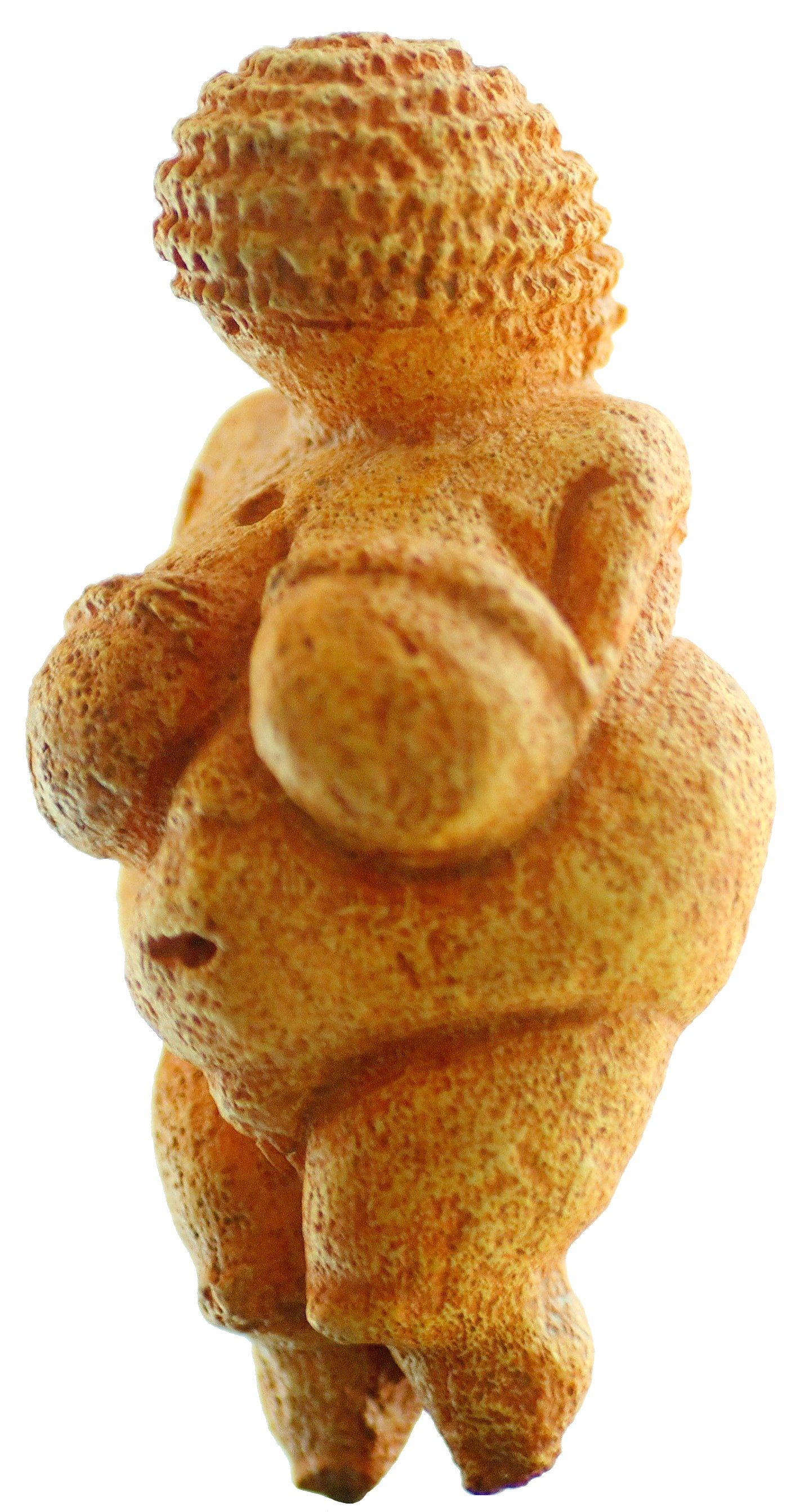
Вілендорфська Венера, виготовлена приблизно за 22-24 тисячі років до нашої ери
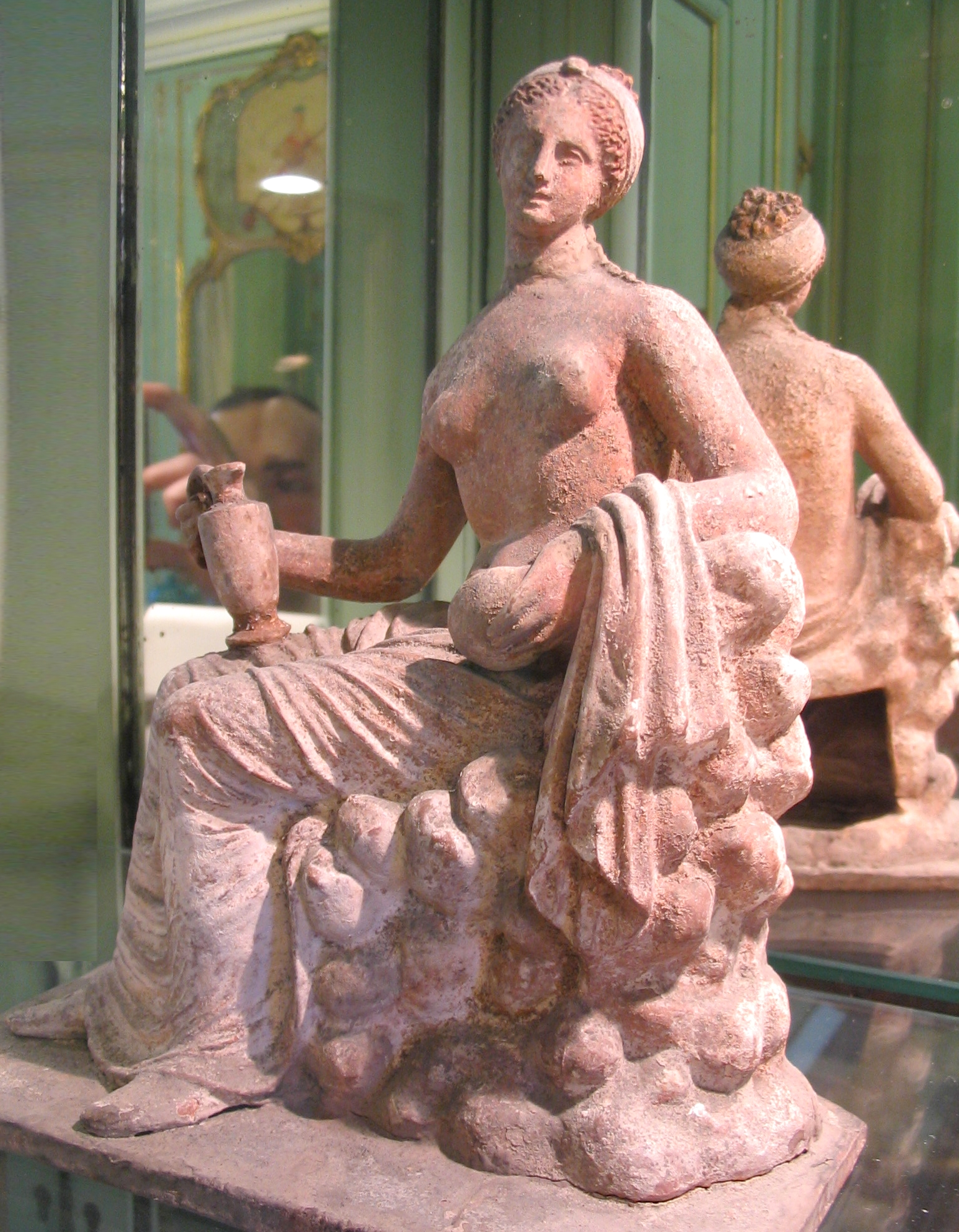
Танагрська статуетка епохи еллінізму
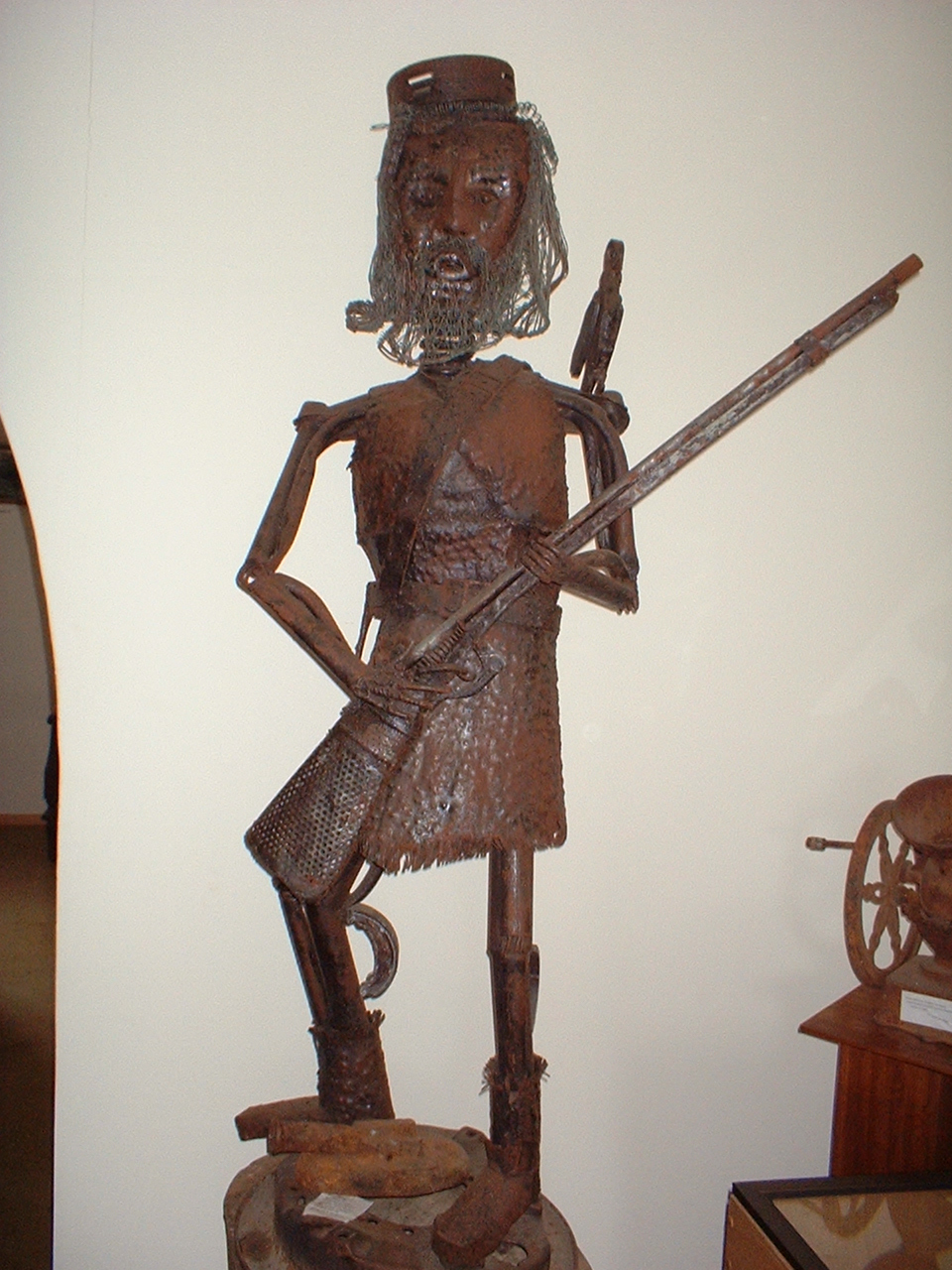
Статуетка, що зображає Олександра Селкірка
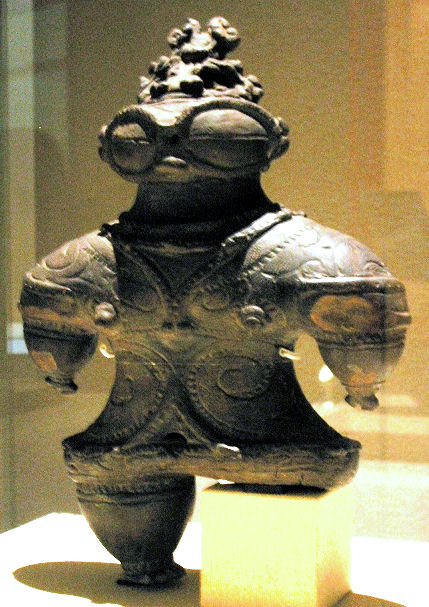
Статуетка догу (Національний музей Токіо)
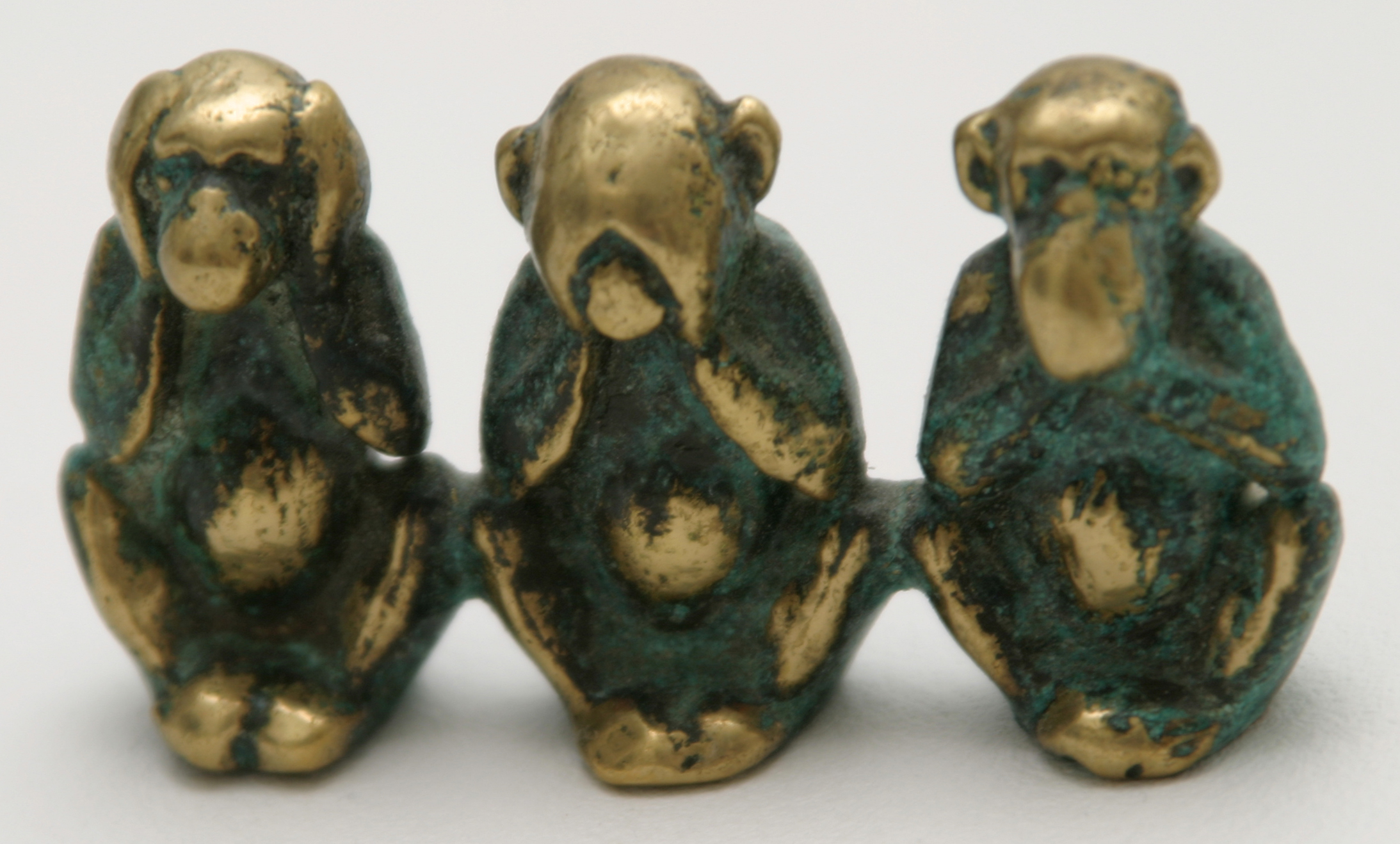
Три мавпи
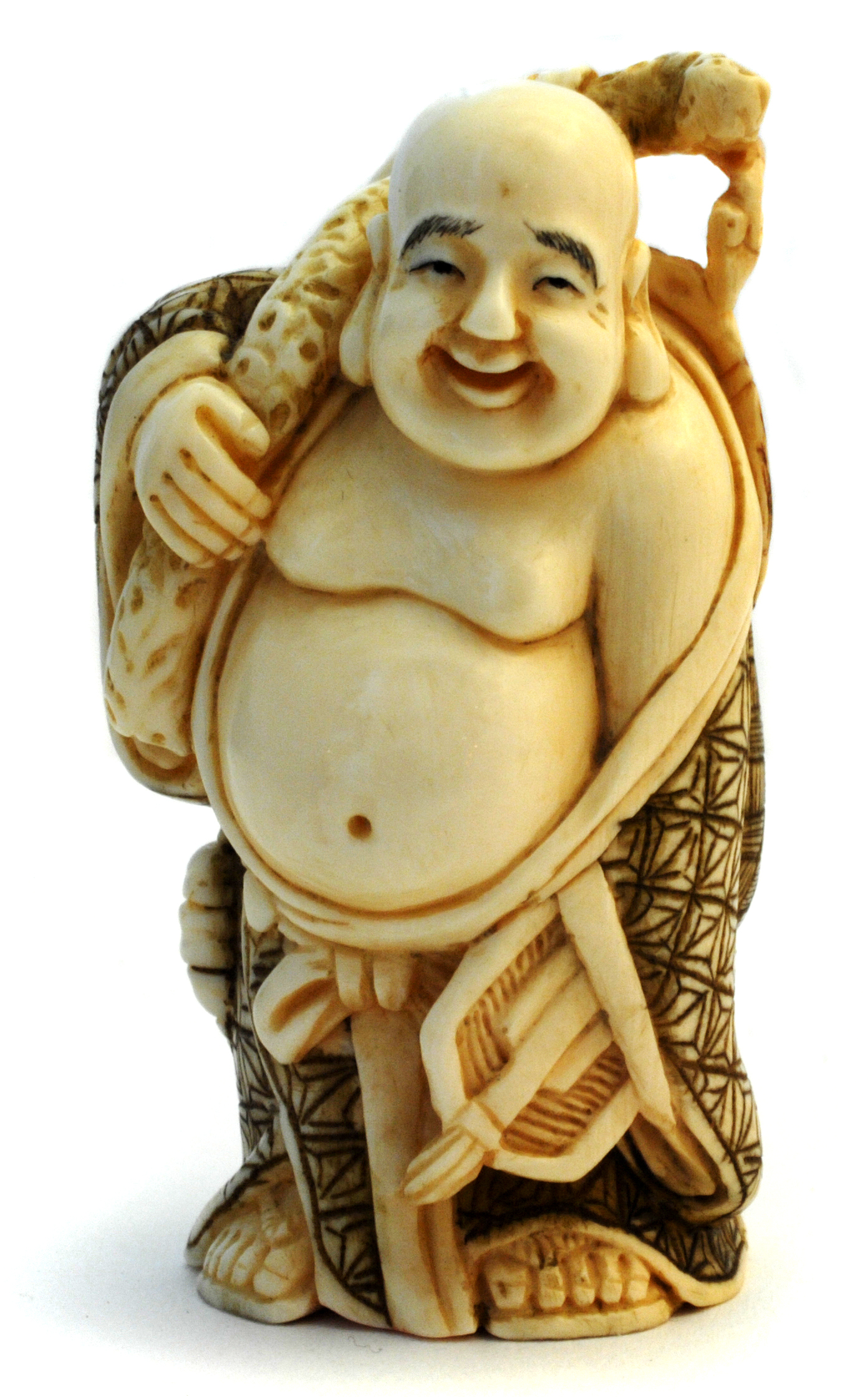
Нецке, що зображує Хотея, слонова кістка, сучасна робота
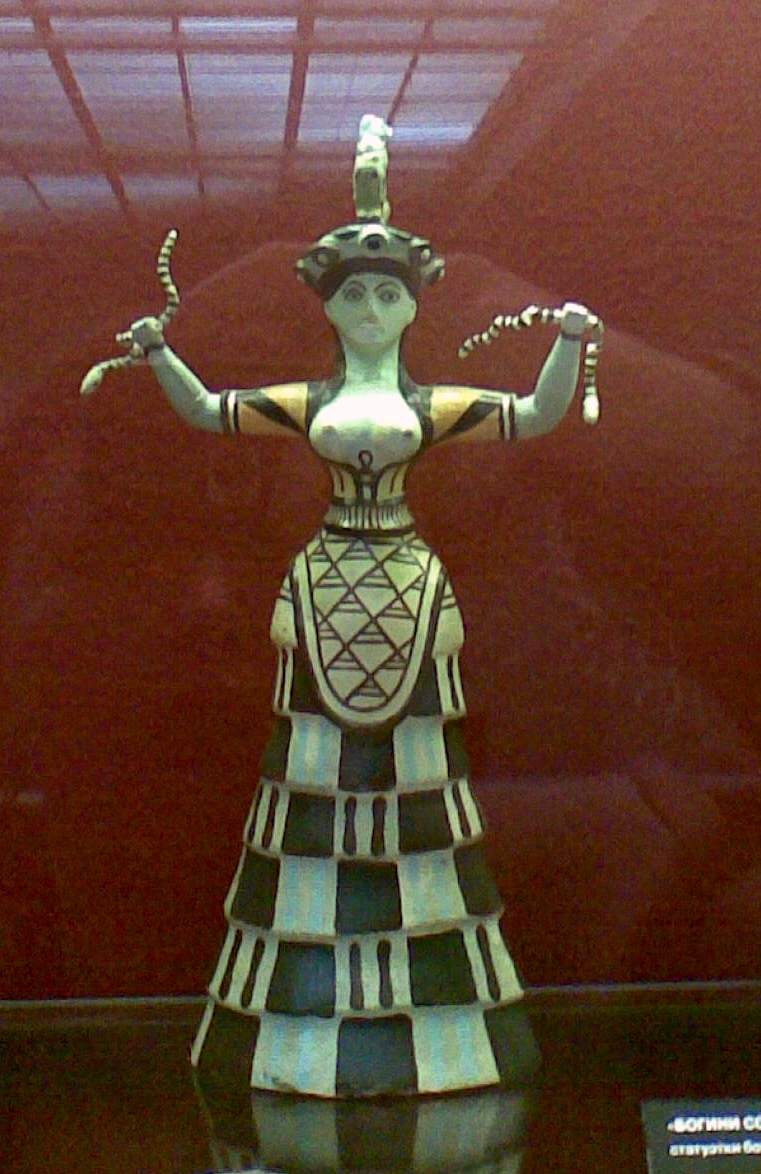
Богиня зі зміями, вотивна статуетка, Крит, 1600 р н. е.
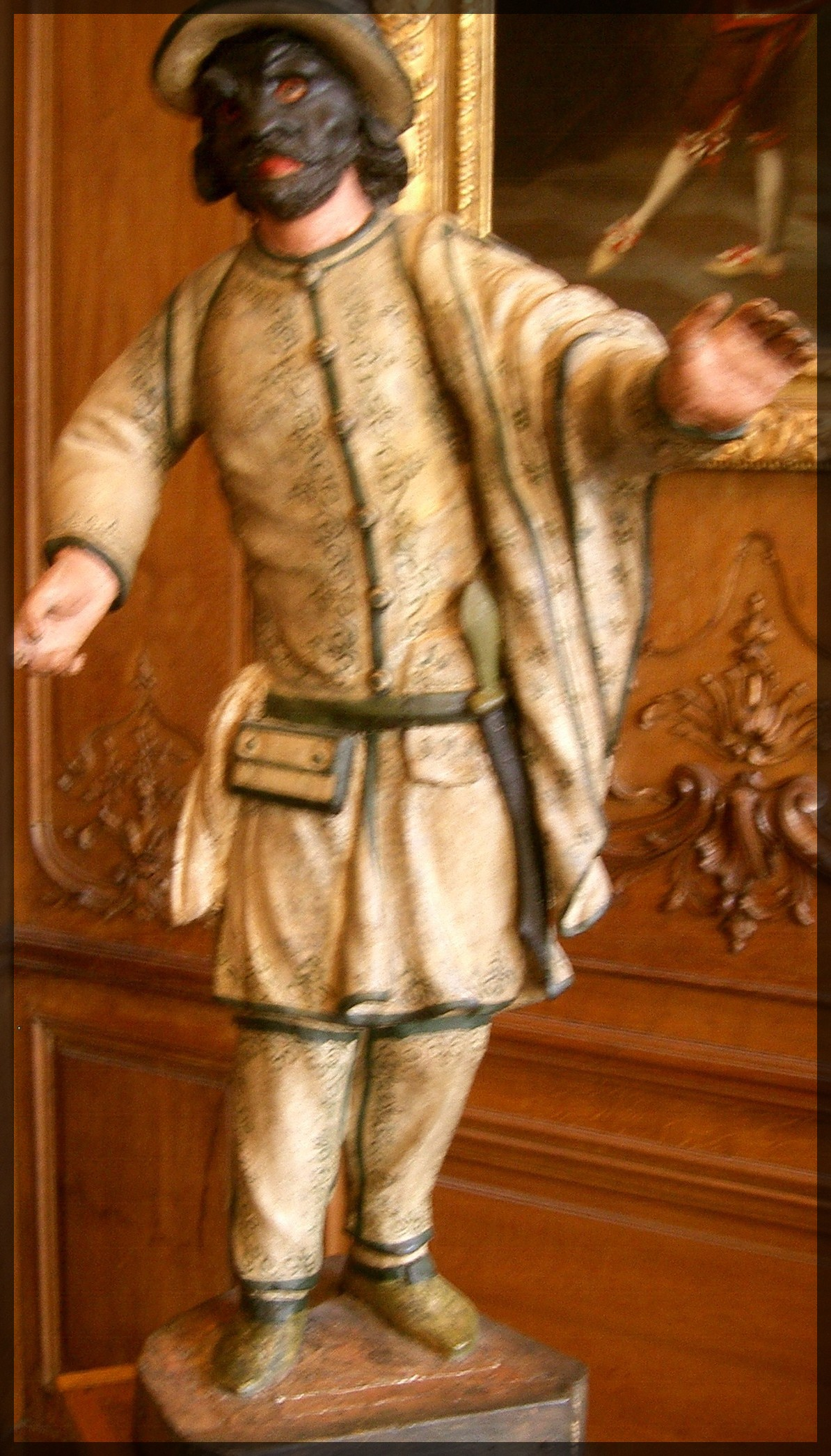
Бригелла, статуетка XVIII ст.
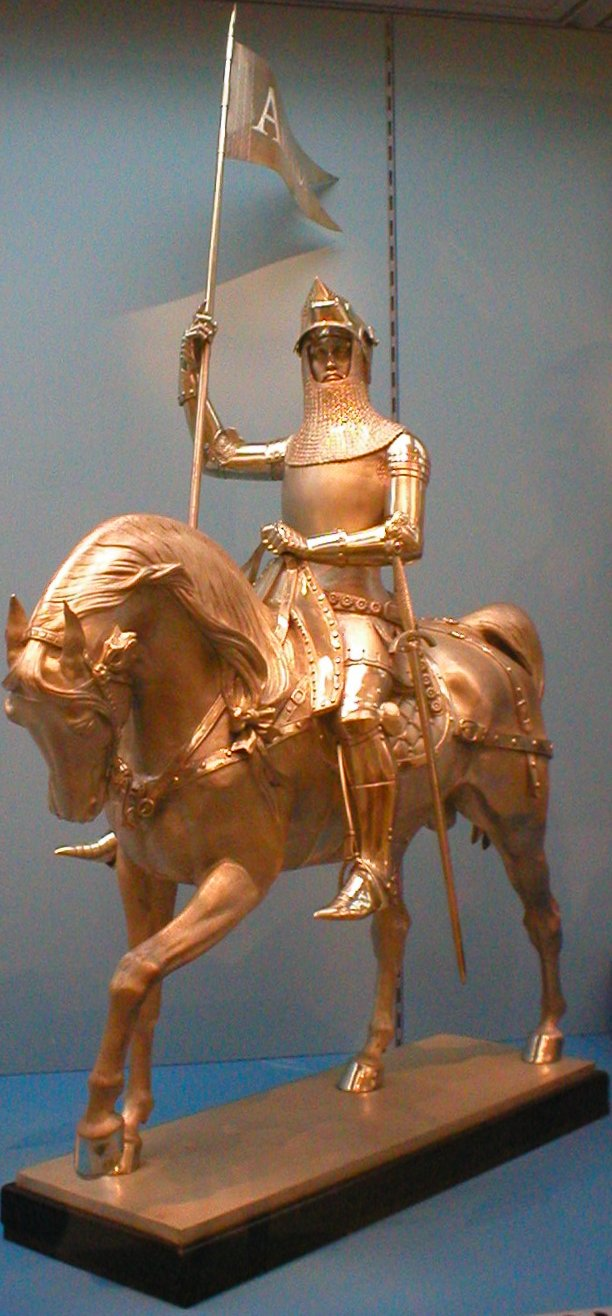
Статуетка лицаря